# Biblioteques Especialitzades de la Generalitat de Catalunya
Les Biblioteques Especialitzades de la Generalitat de Catalunya (BEG) són el conjunt de biblioteques especialitzades i centres de documentació de titularitat de l'administració de la Generalitat de Catalunya i de les entitats de dret públic que en depenen. Tanmateix també s'hi inclouen biblioteques d'entitats diverses amb participació de la Generalitat. Aquests centres desenvolupen el paper de seleccionar, organitzar, conservar i posar a disposició de l'administració i de la ciutadania tota la informació necessària amb l'objectiu de donar suport a la presa de decisions. La majoria de les Biblioteques especialitzades de la Generalitat de Catalunya són de lliure accés.

## Història

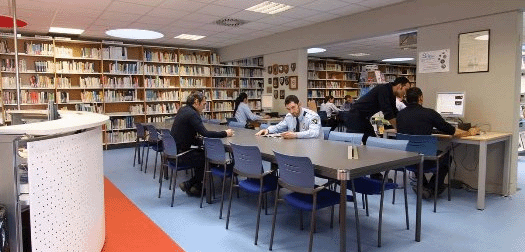
Centre de Coneixement de la Seguretat

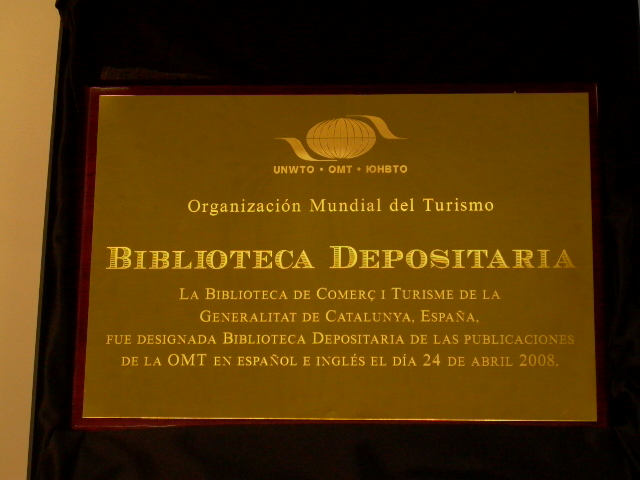
Biblioteca d'Empresa i Coneixement

Des de la seva restauració l'any 1977, la Generalitat de Catalunya anà creant progressivament diferents departaments, organismes i entitats per administrar el govern de la Comunitat Autònoma que, al seu torn, han creat biblioteques i centres de documentació especialitzats amb la missió de donar suport a les activitats pròpies de cada organisme. El 9 de juny de 1998 fou aprovat l'acord de govern de la Generalitat de Catalunya sobre la “implantació d'un sistema interdepartamental per a la gestió de les biblioteques de la Generalitat de Catalunya”, amb l'objectiu de permetre l'automatització de biblioteques amb catàlegs manuals i la creació del Catàleg Col·lectiu de les Biblioteques Especialitzades de la Generalitat de Catalunya.
Els objectius definits en el moment inicial van ser tècnics i de gestió del catàleg: compartir recursos, reduir costos i millorar els serveis oferts a la comunitat usuària. La Biblioteca de Catalunya fou responsable de la gestió bibliotecària i l'administració del catàleg fins a l'any 2008. Aquesta decisió es va basar en l'aplicació de la Llei 4/1993, de 18 de març, del Sistema Bibliotecari de Catalunya, que en els seus articles 43 i 45, estableix que les biblioteques especialitzades es coordinin amb la resta del Sistema Bibliotecari de Catalunya per mitjà de la Biblioteca de Catalunya, en referència a la catalogació, al préstec interbibliotecari i a la protecció dels fons de valor històric o cultural rellevant. Amb la gestió i administració del Catàleg BEG, la Biblioteca de Catalunya es responsabilitzava de la unificació de criteris de catalogació, de la formació contínua i de supervisar la qualitat del catàleg.
A més de les accions de la Biblioteca de Catalunya, bona part de l'impuls necessari per dissenyar les estratègies de treball en xarxa va partir del grup de biblioteques més implicades en el projecte, les que havien defensat el model de catàleg conjunt. Van ser recolzades en tot moment per la Biblioteca de Catalunya i per l'Administració del Catàleg de les BEG. D'aquesta forma, el 2003, es constitueix una Comissió Gestora amb representants de nou biblioteques i de l'Administració del Catàleg, amb un doble objectiu: d'una banda, comença a treballar per definir els objectius del treball en xarxa i els mecanismes que facilitarien la resolució de conflictes, i per una altra, realitza una proposta per a la constitució formal de la Xarxa BEG. El resultat del treball de la Comissió Gestora és la presentació, el 2005, de la Proposta de Reglament de la Xarxa BEG, que, en cas de ser aprovada pel Departament de Cultura, dotaria a la Xarxa BEG d'entitat jurídica pròpia com a òrgan transversal de l'Administració.
La Comissió Gestora va elaborar un Pla estratègic 2005-2008 que es va concretar en diferents accions planificades, en les quals els actors, en la seva major part, va ser la creació de grups de treball. Els grups de treball van començar a constituir-se el 2006 amb voluntaris de diferents BEG. Entre el 2006 i el 2009 van estar actius els grups: E-Informació, GRUFO (Formació i E-learning), Indexació, Préstec, Publicacions Periòdiques, Realitat Professional, Qualitat i Màrqueting i Web i Intranet. Fruit de l'acció desenvolupada pel grup de Web i Intranet, l'any 2007, es va posar en marxa la intranet de les BEG mitjançant la plataforma de l'e-Catalunya.
A partir de l'aplicació del Decret de reestructuració del Departament de Cultura i Mitjans de Comunicació (publicat en el Diari Oficial de la Generalitat de Catalunya, núm. 5170, de 10 de juliol de 2008), la responsabilitat de proporcionar suport tècnic a les Biblioteques Especialitzades de la Generalitat de Catalunya correspon a la Secció de Cooperació Bibliotecària del Servei del Sistema Bibliotecari de Catalunya, integrat en la Subdirecció General de Biblioteques. La Biblioteca de Catalunya continua assignant personal per a l'administració del Catàleg fins al 2012 i, a partir de llavors, els grups de treball es reorganitzen en: Difusió, Migració, Serveis Bibliotecaris, Formació, Biblioteca Digital, Marc Legal i Xbeg.
El 2011 el Catàleg de les BEG passa a administrar-se des de la Secció de Serveis Digitals del Departament de Cultura. A finals d'aquest any, es migra el Catàleg del programa VTLS a Millennium. Paral·lelament i després de la finalització de l'activitat dels anteriors grups de treball, n'entren en funcionament dos de nous: Préstec i Catalogació.

## Llista de biblioteques
Llista de biblioteques que formen part de les Biblioteques Especialitzades de la Generalitat de Catalunya a finals de 2017:

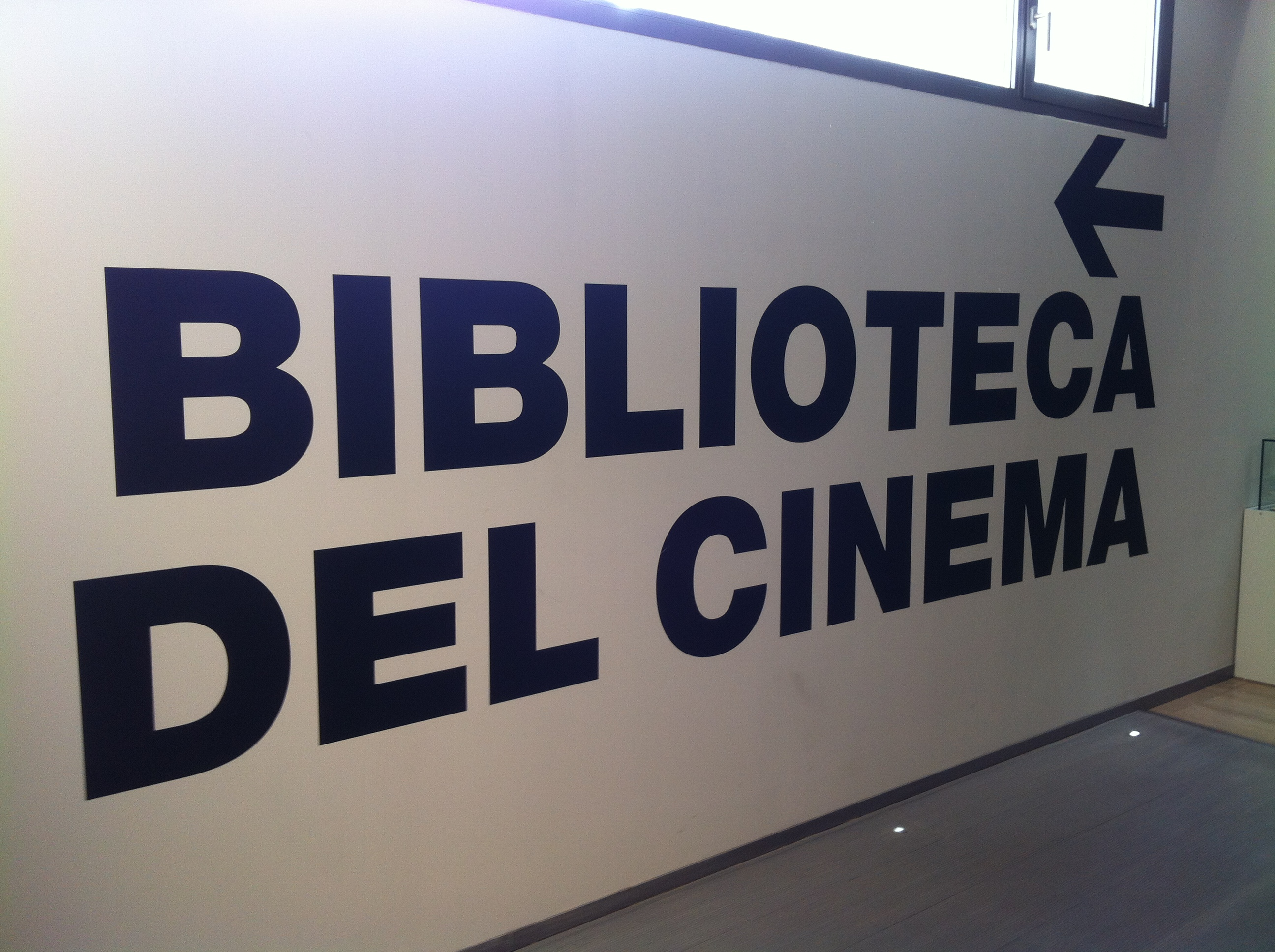
Biblioteca del Cinema (Filmoteca de Catalunya)

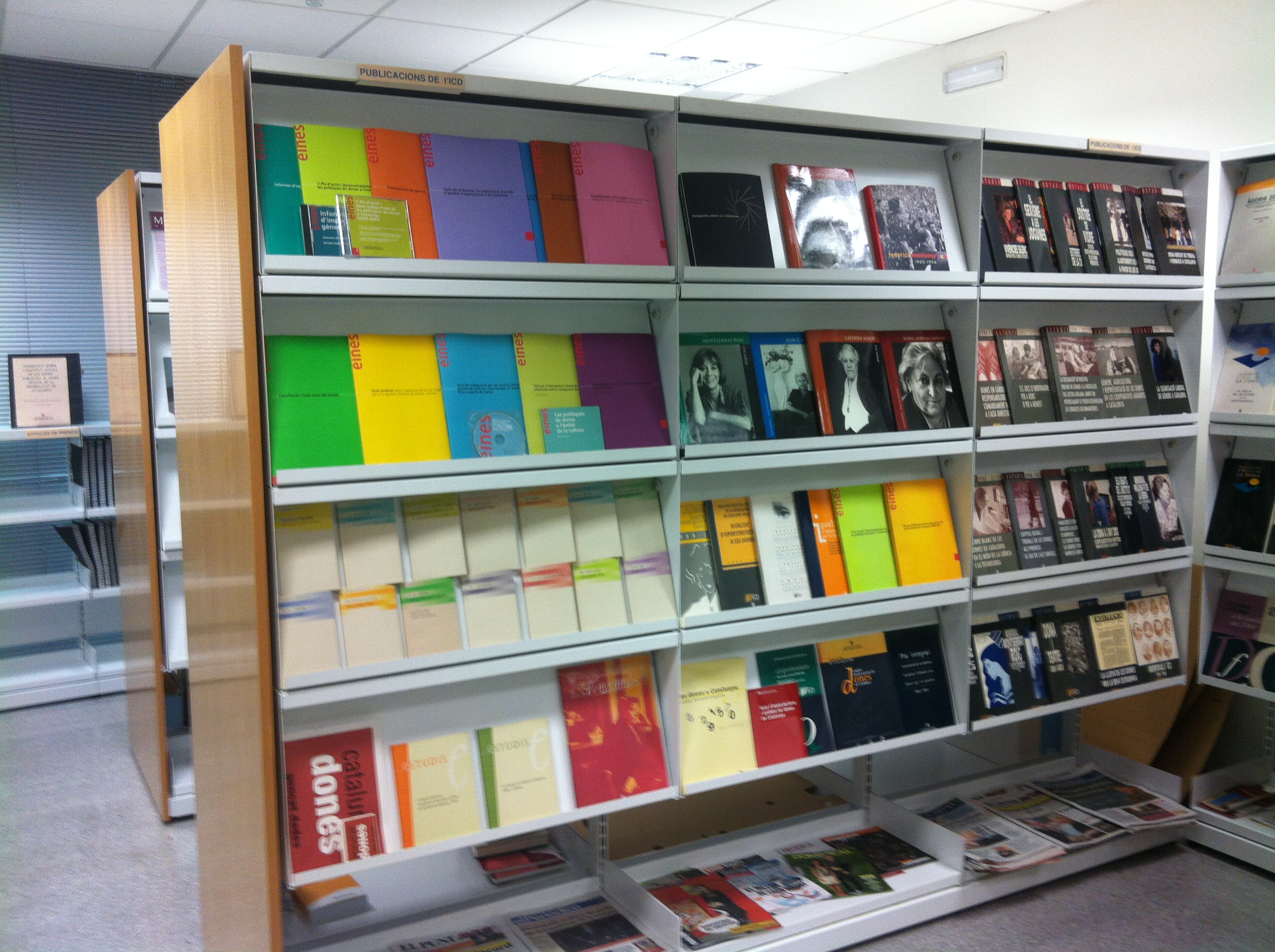
Centre de Documentació Joaquima Alemany i Roca

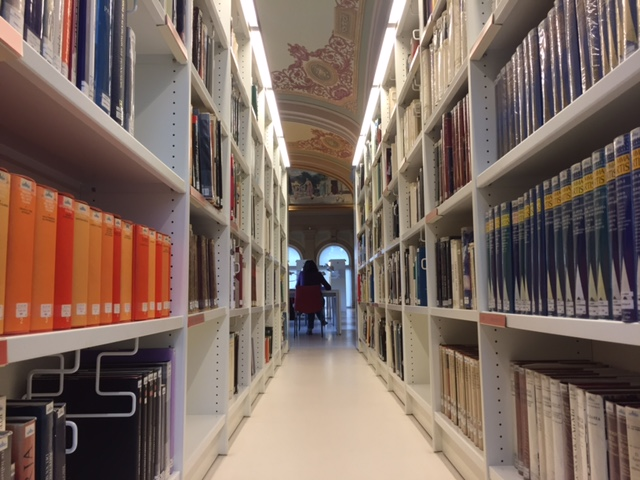
Biblioteca Joaquim Folch i Torres

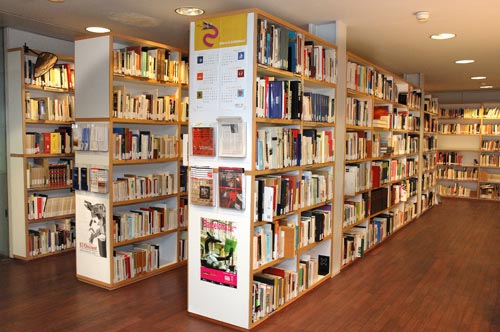
Biblioteca Josep Benet

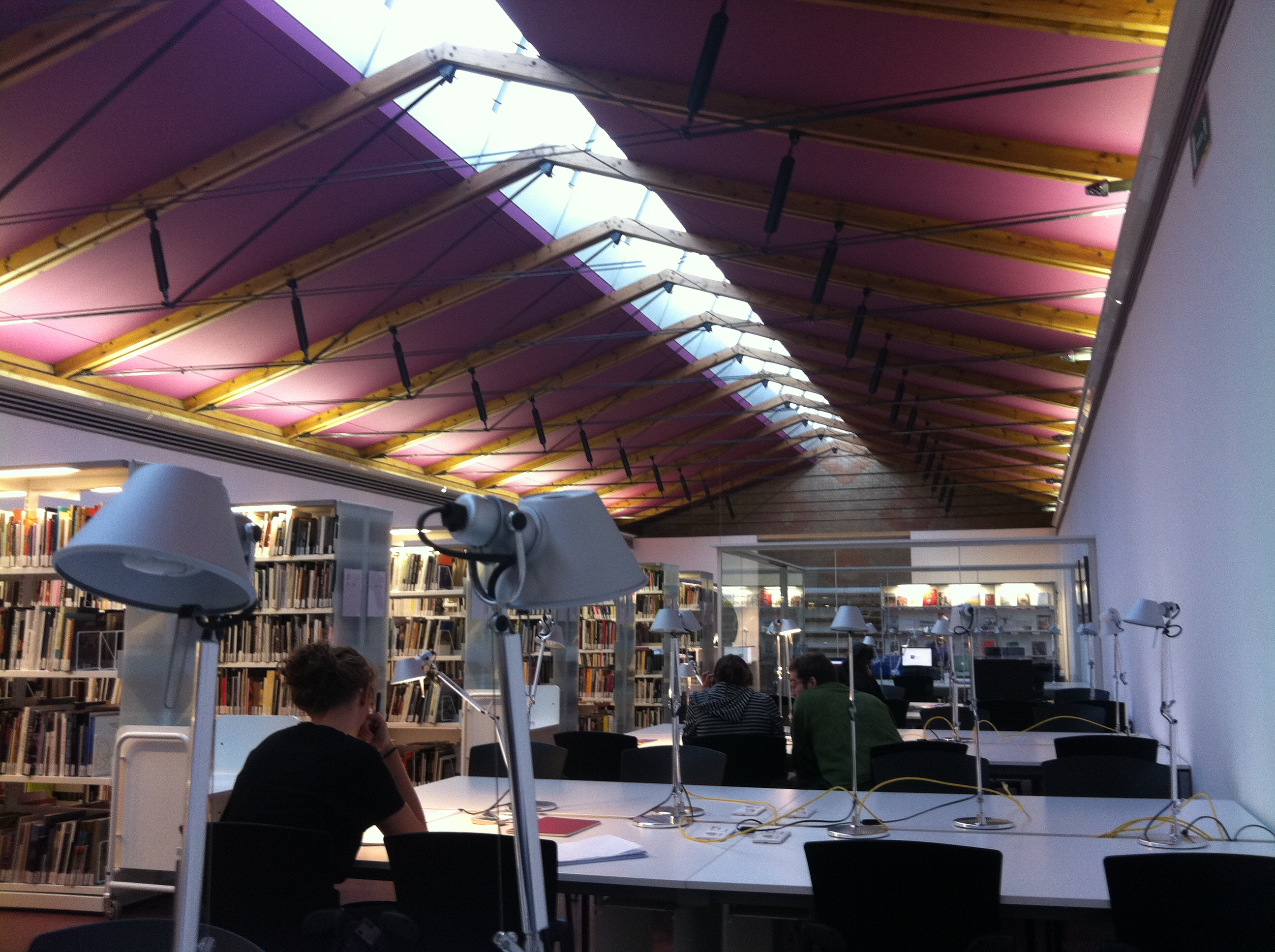
Museu d'Art Contemporani de Barcelona (MACBA). Biblioteca

- Agència Catalana del Consum. Centre de Documentació
- Archiu Generau d'Aran. Biblioteca Auxiliar
- Arxiu Comarcal d'Osona. Biblioteca Auxiliar
- Arxiu Comarcal de la Cerdanya. Biblioteca Auxiliar
- Arxiu Comarcal de la Conca de Barberà. Biblioteca Auxiliar
- Arxiu Comarcal de la Garrotxa. Biblioteca Auxiliar
- Arxiu Comarcal de la Noguera. Biblioteca Auxiliar
- Arxiu Comarcal de la Ribera d'Ebre. Biblioteca Auxiliar
- Arxiu Comarcal de la Segarra. Biblioteca Auxiliar
- Arxiu Comarcal de la Selva. Biblioteca Auxiliar
- Arxiu Comarcal de l'Alt Camp. Biblioteca Auxiliar
- Arxiu Comarcal de l'Alt Empordà. Biblioteca Auxiliar
- Arxiu Comarcal de l'Alt Penedès. Biblioteca Auxiliar
- Arxiu Comarcal de l'Alt Urgell. Biblioteca Auxiliar
- Arxiu Comarcal de l'Anoia. Biblioteca Auxiliar
- Arxiu Comarcal de l'Urgell. Biblioteca Auxiliar
- Arxiu Comarcal del Bages. Biblioteca Auxiliar
- Arxiu Comarcal del Baix Camp. Biblioteca Auxiliar
- Arxiu Comarcal del Baix Ebre. Biblioteca Auxiliar
- Arxiu Comarcal del Baix Empordà. Biblioteca Auxiliar
- Arxiu Comarcal del Baix Llobregat. Biblioteca Auxiliar
- Arxiu Comarcal del Baix Penedès. Biblioteca Auxiliar
- Arxiu Comarcal del Berguedà. Biblioteca Auxiliar
- Arxiu Comarcal del Garraf. Biblioteca Auxiliar
- Arxiu Comarcal del Maresme. Biblioteca Auxiliar
- Arxiu Comarcal del Montsià. Biblioteca Auxiliar
- Arxiu Comarcal del Pallars Jussà. Biblioteca Auxiliar
- Arxiu Comarcal del Pallars Sobirà. Biblioteca Auxilia
- Arxiu Comarcal del Pla de l'Estany. Biblioteca Auxiliar
- Arxiu Comarcal del Pla d'Urgell. Biblioteca Auxiliar
- Arxiu Comarcal del Priorat. Biblioteca Auxiliar
- Arxiu Comarcal del Ripollès. Biblioteca Auxiliar
- Arxiu Comarcal del Solsonès. Biblioteca Auxiliar
- Arxiu Comarcal del Vallès Occidental. Biblioteca Auxiliar
- Arxiu Comarcal del Vallès Oriental. Biblioteca Auxiliar
- Arxiu Històric de Girona. Biblioteca
- Arxiu Històric de Lleida. Biblioteca
- Arxiu Històric de Tarragona. Biblioteca
- Arxiu Nacional de Catalunya. Biblioteca
- Autoritat Catalana de la Competència. Biblioteca
- Biblioteca de la Ciutat de la Justícia de Barcelona
- Biblioteca de la Fiscalia Superior de Catalunya i Fiscalia Provincial de Barcelona
- Biblioteca de l'Audiència Provincial i Jutjats de Lleida
- Biblioteca de l'Audiència Provincial i Jutjats de Tarragona
- Biblioteca de l'Entitat Autònoma del Diari Oficial i de Publicacions (EADOP)
- Biblioteca de l'Escola d'Administració Pública de Catalunya
- Biblioteca de l'Esport. Consell Català de l'Esport
- Biblioteca de l'Hospital de Tortosa Verge de la Cinta
- Biblioteca de l'Hospital General de l'Hospitalet
- Biblioteca de l'Hospital Universitari Arnau de Vilanova
- Biblioteca de l'Hospital Universitari de Girona Dr. Josep Trueta
- Biblioteca de l'Hospital Universitari de Tarragona Joan XXIII
- Biblioteca de l'Institut Català Internacional per la Pau
- Biblioteca de l'Institut d'Assistència Sanitària (Hospital de Santa Caterina. Parc Hospitalari Martí i Julià)
- Biblioteca de l'Institut de Medicina Legal i Ciències Forenses de Catalunya
- Biblioteca del Castell d'Escornalbou
- Biblioteca del Centre d'Estudis Jurídics i Formació Especialitzada (CEJFE)
- Biblioteca del Cinema (Filmoteca de Catalunya)
- Biblioteca del Consorci Sanitari del Maresme
- Biblioteca del Departament d'Empresa i Coneixement
- Biblioteca del Palau de Justícia de Girona
- Biblioteca del Parlament de Catalunya
- Biblioteca del Patrimoni Cultural
- Biblioteca del TSJC i de l'Audiència Provincial de Barcelona
- Biblioteca del TSJC. Sala Contenciosa Administrativa
- Biblioteca dels Jutjats de Figueres
- Biblioteca dels Jutjats de Girona
- Biblioteca dels Jutjats de Granollers
- Biblioteca dels Jutjats de l'Hospitalet de Llobregat
- Biblioteca dels Jutjats de Manresa
- Biblioteca dels Jutjats de Mataró
- Biblioteca dels Jutjats de Sabadell
- Biblioteca dels Jutjats de Terrassa
- Biblioteca d'Universitats i Recerca. AQU Catalunya
- Biblioteca d'Universitats i Recerca. Serveis Centrals
- Biblioteca Hospital Dos de Maig
- Biblioteca Hospital Sant Joan Despí Moisès Broggi
- Biblioteca Hospital Universitari Vall d'Hebron
- Biblioteca Joaquim Folch i Torres (Museu Nacional d'Art de Catalunya)
- Biblioteca Josep Benet (Centre d'Història Contemporània de Catalunya)
- Biblioteca Judicial de Barcelona (Comarques)
- Casa Amèrica Catalunya. Biblioteca
- Centre de Coneixement de la Seguretat (CCS)
- Centre de Documentació de Cultura Popular
- Centre de Documentació de la Direcció General de Política Lingüística
- Centre de Documentació del Paratge Natural d'Interès Nacional de Poblet
- Centre de Documentació del Parc Nacional d'Aigüestortes i Estany de Sant Maurici
- Centre de Documentació del Parc Natural de Cap de Creus
- Centre de Documentació del Parc Natural de la Serra de Montsant
- Centre de Documentació del Parc Natural de la Zona Volcànica de la Garrotxa
- Centre de Documentació del Parc Natural de l'Alt Pirineu
- Centre de Documentació del Parc Natural del Cadí i el Moixeró
- Centre de Documentació del Parc Natural del Delta de l'Ebre
- Centre de Documentació del Parc Natural dels Aiguamolls de l'Empordà
- Centre de Documentació del Parc Natural dels Ports
- Centre de Documentació Joaquima Alemany i Roca (Institut Català de les Dones)
- Centre de Documentació Jordi Nadal (Museu de la Ciència i de la Tècnica de Catalunya)
- Centre de Documentació Juvenil
- Centre de Mecanització Agrària. Biblioteca
- Centre d'Estudis del Transport de la Mediterrània Occidental (CETMO). Biblioteca
- Consell de Garanties Estatutàries de Catalunya. Biblioteca
- Consell de l'Audiovisual de Catalunya. Documentació i Arxiu
- Consell de Treball, Econòmic i Social de Catalunya. Centre de Documentació
- Consorci Hospitalari de Vic
- Consorci Sanitari de Terrassa. Servei de Biblioteca
- Departament de Cultura. Biblioteca Central
- Departament de la Vicepresidència i d'Economia i Hisenda. Centre de Documentació
- Departament de Salut. Biblioteca
- Departament de Territori i Sostenibilitat. Biblioteca
- Departament de Territori i Sostenibilitat. Centre de Documentació de Medi Ambient
- Departament d'Ensenyament. Biblioteca i Centre Documental
- Departament d'Interior. Centre de Documentació i Biblioteca
- DIXIT Centre de Documentació de Serveis Socials
- DIXIT Girona Centre de Documentació de Serveis Socials Marià Casadevall
- DIXIT Vic Centre de Documentació de Serveis Socials
- Hospital Germans Trias i Pujol. Biblioteca
- Hospital Universitari Parc Taulí. Biblioteca
- Institució de les Lletres Catalanes. Biblioteca
- Institut Cartogràfic i Geològic de Catalunya. Cartoteca de Catalunya
- Institut Català de la Salut. Centre Documental Virtual
- Institut Català de la Vinya i del Vi (INCAVI). Estació de Viticultura i Enologia
- Institut de Recerca i Tecnologia Agroalimentàries (IRTA). Biblioteca
- Institut de Recerca i Tecnologia Agroalimentàries (IRTA). Servei de Documentació
- Institut d'Estadística de Catalunya (Idescat). Biblioteca
- Institut d'Estudis Autonòmics. Fons Documental i Bibliogràfic
- Institut d'Estudis de la Salut. Biblioteca
- Institut Europeu de la Mediterrània (IEMed). Biblioteca
- Mediateca Casa Àsia
- Memoteca. Centre d'Informació Documentació del Memorial Democràtic
- Museu d'Arqueologia de Catalunya (Barcelona). Biblioteca
- Museu d'Arqueologia de Catalunya (Empúries). Biblioteca
- Museu d'Arqueologia de Catalunya (Girona). Biblioteca
- Museu d'Arqueologia de Catalunya (Ullastret). Biblioteca
- Museu d'Art Contemporani de Barcelona (MACBA). Biblioteca
- Museu d'Art de Girona. Biblioteca
- Museu de la Mediterrània. Centre de Documentació del Montgrí, les Illes Medes i el Baix Ter
- Sindicatura de Comptes de Catalunya. Biblioteca
- Televisió de Catalunya-TV3. Servei de Documentació
- TERMCAT, Centre de Terminologia. Servei de Documentació